# Bardzice
Bardzice is een plaats in het Poolse district  Radomski, woiwodschap Mazovië. De plaats maakt deel uit van de gemeente Kowala en telt 450 inwoners.